# Боярський Олександр Іванович
Боярський Олександр Іванович (при народженні Сегенюк; 17 травня 1885 року, село Копитув, Влодавський повіт, Седлецька губернія, Російська імперія — 9 вересня 1937, місто Суздаль, Суздальський район, Івановська область, РРФСР, СРСР) — діяч обновленського руху в Російській православній церкві. З 1933 року архієпископ Івановський і Кінешемський. До 1922 року протоієрей Російської православної церкви.

## Біографія

### Походження
Народився в родині дяка Івана Івановича Сегенюка і Фелікси Венедиктівні Боярської. Фелікса Венедиктівна походила зі слобідської шляхетської козацької родини. Боярські були козацькою старшиною в Охтирському козацькому полку, а після скасування козацького уряду на Слобідській Україні злилися з загально імперським дворянством (Слобідсько-Українська, а пізніше Харківська губернія). Слід зауважити, що останнім полковником Охтирському козацькому полку , був Михайло Боярський (в 1765 році перейшов до новоутвореного Охтирського гусарського полку у чині підполковника.
В 1901 році був виключений з семінарії за «толстовство» і «вільнодумство», але пізніше йому дозволили закінчити освіту. В 1906 році закінчив Волинську духовну семінарію, після чого вступив до Санкт-Петербурзької духовної академії 
В 1910 році закінчив Санкт-Петербурзьку духовну академію зі ступенем кандидата богослов'я і став викладачем Холмської духовної семінарії.

### Служіння в РПЦ
15 вересня 1911 року призначений настоятелем Олександро-Невської церкви посаду Кібарти Волковиського повіту Сувальської губернії (Привісленські губернії) поблизу прикордонної станції Вержболово Північно-Західної залізниці. У тому ж місяці був висвячений в сан диякона і священника.
18 жовтня 1914 року призначений викладачем Саратовської духовної семінарії, але призначення було скасовано.
29 листопада 1914 року призначений помічником доглядача Варшавського духовного училища. У грудні 1914 року був нагороджений оксамитовою фіолетовою скуфією.
28 травня 1915 року призначений помічником доглядача Віленського духовного училища.
23 вересня 1915 року призначений священником Свято-Троїцького храму при Ижорському заводі міста Колпіно Царськосільського повіту Петроградської губернії. Одночасно призначений законовчителем училища лікарських помічниць і фельдшерських Петрограда. Вже незабаром в приході були створені безкоштовна їдальня, парафіяльний кооператив, город і пасіка, велася благодійна діяльність, проводились лекції на церковно-суспільні теми.
16 лютого 1916 року призначений виконуючим посаду настоятеля Троїцької церкви при Ижорському заводі Колпіно.
1 березня 1916 року звільнений від духовно-навчальної служби, в зв'язку з переходом до відомства військового і морського духівництва.
Подав прохання про зміну прізвища батька на прізвище матері. 7 серпня 1916 року височайшим повелінням Олександру Сегенюку з сімейством дозволено іменуватися прізвищем Боярський.
Був прихильником церковних реформ. Зблизився на цьому ґрунті з молодим священником Олександром Введенським. Створив при храмі молодіжний «гурток церковних реформаторів». 17 березня 1917 року став одним з організаторів Всеросійського союзу демократичного православного духовенства і мирян. 3 травня 1917 нагороджений наперсним хрестом, від Святійшого Синоду.
В 1917 році був обраний гласним Колпінський міської думи, виступав з демократичних позицій, був прихильником «християнського соціалізму».
З 23 серпня 1917 по 16 січня 1918 був членом Духовного Правління при протопресвітері військового та морського духовенства.
29 березня 1918 року призначений настоятелем Свято-Троїцького храму в Колпіно.
Разом з Введенським і рядом інших прихильників церковних реформ входив до складу редакційної комітету журналу «Соборний розум», редагував його громадський відділ. Виступав за «соціально орієнтовану церкву», яка б виступала на боці трудового народу, так як «на його боці правда». Незважаючи на це, в 1918 році було видано номер, присвячений пам'яті святого Івана Кронштадського, звеличуючи його як духовного батька і церковного діяча, не згадуючи про його вкрай праві політичні погляди.
В 1920-1922 роках Викладав пастирське богослов'я в Петроградському богословському інституті.
В 1921 році зведений в сан протоієрея.
В 1921 році був заарештований за звинуваченням у контрреволюційній агітації. Прохання про його звільнення підписали 1400 працівників, за нього також клопотав Максим Горький, проте священник все одно був засуджений до року примусових робіт з висилкою за межі Петроградської губернії . Перебуваючи в ув'язненні, звернувся до уповноваженого губернської ЧК з проханням не змішувати його з «контрреволюційними попами» і дозволити брати участь у допомозі голодуючим. Заявив, що брав дуже багато з програми комуністів, крім дозволу релігійного питання. Незабаром був звільнений через хворобу і повернувся до виконання обов'язків настоятеля храму.

### Обновленський рух
В 1922 році став одним з лідерів інспірованого владою обновленського руху в Російській православній церкві. Звинуватив «реакційне духовенство», в байдужості до долі голодуючих Надволжя. Став настоятелем Успенського храму, членом Петроградського єпархіального управління.
6 липня 1922 року підписав «Клопотання групи духовенства Живої Церкви» про помилування засуджених до розстрілу за Петроградським процесом (1922), автори якого «схиляючись перед судом робітничо-селянської влади », клопотали перед Петрогубвиконкомом  «про пом'якшення долі всіх церковників, засуджених до вищої міри покарання, особливо: Чельцова, Казанського, Елачича, Плотникова, Чукова, Богоявленського, Бичкова та Шєїна» .
Спочатку приєднався до найбільш радикального обновленського угрупованню «Жива церква», але вже восени того ж року пішов з неї разом з Введенським.  Вони стали лідерами новоствореної більш помірної організації - Союз громад давньо-апостольської церкви.
Брав участь в першому обновленському помісному соборі.
10 липня 1923 року в Петрограді відбулося екстрені Пасторально-мирянські збори, скликані з нагоди визволення Патріарха Тихона. На ньому були присутні 268 священнослужителів і 128 прихожан. Вів збори Боярський, але доповідь його постійно переривався шумом і криками. Резолюція Боярського, засуджуюча патріарха, була відхилена переважною кількістю голосів. Збори ухвалили «утриматися від визначення якихось нових відносин до колишнього патріарха Тихона до рішення його справи в цивільному відношенні» 
В 1923 році увійшов до складу обновленського «Вищого церковного управління», в серпні того ж року перейменованого в Священний Синод.
В 1924 - 1930 роках був настоятелем ленінградського храму Спаса-на-Сінний, одночасно залишався і настоятелем Свято-Троїцького храму в Колпіно.
У квітні - травні 1925 року знаходився під арештом, але був незабаром звільнений.
В 1926 році зведений обновленцями в сан протопресвітера.
У січні - серпні 1926 року був також настоятелем Ісаакіївського собору.
Викладав практичне богослов'я в Ленінградському богословському інституті.
В 1930/1931 роках був відряджений з Ленінграду до Кінешму.
У травні 1932 року Боярського прийнято до Івановської митрополії і призначено настоятелем Троїцько-Успенської громади Кінешми. У березні 1933 року, знаходячись в шлюбі, хіротонізований на єпископа Івановського і Кінешемського, керуючого Івановською митрополією. Хіротонію здійснювали митрополит Олександр Введенський і архієпископ Георгій Жук. В 1933 році призначений головою Івановського обласного митрополитського  церковного управління. Катедра розташовувалася в Преображенській церкві міста Іванова. Наприкінці 1933 року Боярського возведено у сан архієпископа.

### Арешт і загибель
17 березня 1936 року був заарештований в Іваново за доносом заштатного обновленського єпископа Миколи Автономова. Звинувачений в  антирадянської агітації і в тому, що об'єднував навколо себе «реакційно і фашистськи налаштовану» частину обновленського духовенства, надіслану з Ленінграда та області. Проходив по одній справі з іншим обновленських ієрархом - Костянтином Смирновим. Постановою Особливої наради НКВС СРСР від 15 липня 1936 року засуджений до п'яти років ув'язнення. Етапований до Ярославської в'язниці. Переведений до Суздальської в'язниці.
9 вересня 1937 року засуджений до розстрілу, вирок в той же день був приведений у виконання у в'язниці в Суздалі.

## Родина
- Батько - Іван Іванович Сегенюк, дяк.
- Мати - Фелікса Венедиктівна Сегенюк (Боярська), з польських православних дворян, імовірно з харківської гілки роду Боярських [5].
- Брат - Іван Іванович Сегенюк, учасник Першої світової війни, потім служив у Червоній армії, в 1921 році був командиром 8-ї батареї повітряної бригади.
- Дружина - Катерина Миколаївна Боярська (Бояновська) (1887-1956), дочка директора  державного банку Миколи Гнатовича Бояновського. В 1946 - 1956 роках викладала англійську та французьку мови в Ленінградській духовній академії.
  - Син - Олексій Олександрович Боярський  (1912-1966) - актор театру і кіно.[6]
  - Син - Павло Олександрович Боярський - інженер, учасник Німецько-радянської війни.
  - Син - Сергій Олександрович Боярський  (31.12.1916-1.03.1976) - актор театру і кіно. Дружина - Ельга Боярська - актриса театру і кіно, Катерина Михайлівна Мелентьєва (1920-1992) - актриса театру і кіно.
    - Онук - Олександр Сергійович Боярський (10.07.1938-8.09.1980) - актор театру і кіно. Дружина - Ольга Разумовська - актриса театру і кіно.
      - Праонучка - Ельга Олександрівна Боярська (нар. 1977).

    - Онук - Михайло Сергійович Боярський (нар. 26.12.1949) - актор театру і кіно, народний артист РРФСР. Дружина (з 1977 року) - Лариса Регінальдовна Луппіан  (нар. 26.01.1953) - актриса театру і кіно, народна артистка Росії.
      - Праонук - Сергій Михайлович Боярський (нар. 24.01.1980) - актор театру і кіно, депутат державної думи від партії «Єдина Росія», музикант , бізнесмен. Дружина (з 1998 року) - Катерина Сергіївна Боярська (нар. 28.11.1978).
        - Прапраонучка - Катерина Сергійовна Боярська (нар. 28.11.1998).
        - Прапраонучка - Олександра Сергійовна Боярська (нар. 27.05.2008).

      - Праонучка - Єлизавета Михайлівна Боярська (нар. 20.12.1985) - актриса театру і кіноактриса театру і кіно, заслужена артистка Російської Федерації. Чоловік (з 2010 року) -  Максим Олександрович Матвєєв  (нар. 28.07.1982) - актор театру і кіно.
        - Прапраонук - Андрій Максимович Матвєєв (нар. 7.04.2012).

  - Син - Микола Олександрович Боярський (10.12.1922-7.10.1988) - актор театру і кіно, народний артист РРФСР, учасник Німецько-радянської війни. Дружина (з 1945 року) - Лідія Петрівна Штикало (26.06.1922-11.06.1982) - актриса театру і кіно, народна артистка РРФСР.
    - Онук - Олег Миколайович Штикало  (нар. 18.11.1945).
    - Онучка - Катерина Миколаївна Боярська - театрознавець, літератор, автор книги «Театральна династія Боярських».